# Сэтто
Сэ́тто (яп. 節刀, сэтто:) — особый меч, который японский император вручал поставленному во главе армии полководцу в подтверждение его полномочий. По окончании похода меч возвращался императору.

## Этимология
Слово сэтто состоит из двух слов: сэцу (яп. 節, здесь «время, временный») и то: (яп. 刀, «меч»). Слово сэцу в данном случае означает «удостоверение», «подтверждение». Таким образом, сэтто — это «меч-удостоверение», то есть меч, выдаваемый в качестве свидетельства о том, что его обладатель уполномочен императором набирать людей и лошадей для своего войска, а также получать от местных властей все необходимое для своей армии. Кроме того, обладатель меча получал право распоряжаться жизнью как врагов, так и своих подчиненных.

## Дзисэцу
От слова сэтто произошло слово дзисэцу (яп. 持節): дзи (持) означает «держать», «обладать», а сэцу (節) употреблено здесь вместо сэтто (節刀). Таким образом, дзисэцу — это обладатель сэтто, то есть полководец, который уже получил от императора меч сэтто и который теперь наделен чрезвычайными полномочиями. Слово дзисэцу иногда включалось в титул полководца, например: дзисэцу тайсёгун («главнокомандующий, получивший меч сэтто»), сэй хаято дзисэцу тайсёгун («главнокомандующий в походе против хаято, получивший меч сэтто»), сэйи дзисэцу тайси («глава посольства по усмирению варваров, получивший меч сэтто»).

## Дайтокэй
Меч сэтто входил в число дайтокэй — регалий, которые передавались в Японии от императора к императору и сопровождали императора в его поездках. По своей важности дайтокэй считались государственными сокровищами, стоявшими на втором месте после трех священных сокровищ. Дайтокэй хранились в особом ковчеге, который назывался карабицу (яп. 唐櫃, «китайский ящик») и находился сначала в дворцовом здании Гиёдэн, а затем был перенесен в Найсидокоро.

## Другие названия
«Японская историческая энциклопедия», рассказывая о сэтто, говорит, что этот меч назывался «волшебным» (яп. 靈剣, рэйкэн), то есть был символическим и не использовался непосредственно во время сражения.
У этого меча было ещё три названия:
1. санко сэнтокэн (яп. 三公戦闘剣) — «боевой меч сановника» («боевой» не в том смысле, что он использовался сановником в бою, а в том смысле, что во время боевых действий он находился при сановнике);
2. сёгункэн (яп. 将軍剣) — «меч полководца» и
3. хатэкикэн (яп. 破敵剣) — «меч, разящий врагов».

## Описание сэтто
На клинок были нанесены символические рисунки китайского происхождения. На левой стороне клинка (если держать меч рукоятью вниз и лезвием от себя) были изображены:
1. три властителя и пять императоров (Фуси, Шэньнун, Хуанди; Шаохао, Чжуаньсюй, Дику, Яо, Шунь);
2. шесть звёзд Южной Медведицы и голубой дракон;
3. талисман Сиванму, хранящий от смертоносного оружия.

На правой стороне были изображены:
1. пять звёзд Северного полюса и семь звёзд Северной Медведицы;
2. белый тигр
3. талисман Лао-цзы, разящий врагов.

## Происхождение сэтто
В некоторых древних сочинениях сообщается, что все входившие в число дайтокэй мечи, в том числе меч сэтто, были преподнесены Японии как дань при императрице Дзингу (201—269) корейским княжеством Кудара. Однако более вероятно, что сэтто появился при императоре Момму (697—707), который был поклонником всего китайского, а в Китае полководцу в знак его полномочий вручалась цзеюэ (кит. 節鉞) — «секира-удостоверение». В уложении «Тайхорё» (701 год) написано: «Когда тайсёгун выступает в поход, ему жалуют сэтто». В толкованиях к «Тайхорё» говорится: «Что касается удостоверений посла, то раньше для этого использовали волосатый коровий хвост, но теперь это заменено мечом, который поэтому и называют сэтто — мечом-удостоверением; название удостоверения изменилось, но смысл его остался прежним».

## История сэтто
- Впервые меч сэтто был пожалован в 709 году при императрице Гэммэй (708—714). Тогда его получили Фудзивара Косэмаро, назначенный на должность Муцу тинто сёгун («командующий в Муцу — усмиритель востока»), и Саэки Иваю, назначенный на должность сэй Этиго эдзо сёгун («командующий—каратель варваров в Этиго»).
- Затем в 720 года меч был пожалован Отомо Табито, который получил звание сэй хаято дзисэцу тайсёгун («главнокомандующий с сэтто — каратель хаято»).
- С тех пор, как видно из различных исторических летописей, сэтто выдавался полководцам неизменно — вплоть до 940 года, когда для подавления мятежа Тэнкэй был назначен Фудзивара Тадабуми со званием сэйто тайсёгун («главнокомандующий — каратель востока»). Он был последним, кому император пожаловал сэтто.
- В 960 году при императоре Мураками (947—967) во время пожара сэтто пострадал от огня. Меч был восстановлен (согласно некоторым источникам, изготовлен заново), однако в 1005 и в 1094 годах во дворце снова были пожары, и всякий раз дайтокэй сильно страдали от огня. Поэтому полководцам перестали вручать сэтто; так, в 962 и 1180 годах командующим вместо сэтто  вручили лишь курьерские колокольчики экирэй (яп. 役鈴).
- После того как власть в стране захватили сёгуны, императоры уже не назначали командующих, и вручение сэтто полностью прекратилось. В отдельных случаях, когда императоры собирали войско, чтобы выступить против сёгуната, они вручали своим военачальникам парчовое знамя, которое, возможно, выполняло ту же функцию, что и сэтто.
- В 1227 году при императоре Го-Хорикава (1222—1232) дайтокэй были утрачены; в следующем 1228 году нашли китайский ящик, в котором было два меча и обгоревшие обломки железа и меди. Было проведено совещание, на котором было решено сделать два ящика: один — для сэтто, а второй — для всего остального. Император должен был всегда возить эти ящики с собой в своих поездках. В смутное время (1331—1335) оба ящика были утрачены. Когда в 1352 году на престол вступил император Го-Когон, в летописи было записано, что ему не были переданы дайтокэй.
- В 1863 году император Комэй (1847—1867) пытался вручить сначала сёгуну Токугава Иэмоти, а затем его преемнику Хитоцубаси Кэйки некий меч с поручением изгнать из страны европейцев. Что это был за меч, который император хотел использовать в качестве сэтто, неизвестно.
- В 1868 году император Мэйдзи, поручая своим дядям — приёмным сыновьям своего деда императора Нинко (принцам Акихито и Тарухито) — возглавить военные действия против сёгуна Кэйки и его приверженцев, вручил обоим принцам по сэтто. Эти сэтто были обыкновенными мечами.

Известно также, что иногда сэтто вручался и послам, направляемым в Китай. Так, в 701 году император Момму, отправляя послом в Китай Аваду Мабито, присвоил ему звание кэнто сиссэцуси — «посла в Китай, наделенного мечом».